# Rød potentil
Rød Potentil (Potentilla atrosanguinea) er en plante i rosen-familien, der stammer fra Himalaya. 

## Anvendelse
I Norden findes den som haveplante, hvor den bliver ca. 40 cm høj. Den har røde blomster og trives i stenbede.
| Portal | Portal:Botanik |